# Rothenbühl (Wüstung)
Rothenbühl (historisch Rot Bühel) war der Name einer abgegangenen mittelalterlichen Siedlung auf der Gemarkung der Gemeinde Leutenbach oder von Hertmannsweiler im baden-württembergischen Rems-Murr-Kreis. Über die Geschichte des Orts ist wenig bekannt, die genaue Lage unklar.

## Lage und Geschichte
Der kleine Ort lag wohl auf dem Südhang des Rothenbühl, eines westlichen Ausläufers der Berglen, etwa 2,5 Kilometer östlich von Nellmersbach. Die Siedlung könnte vielleicht im Bereich der historischen Kelter gelegen haben. Kleine Parzellen im Bereich der Kelter könnten die Hofreiten gewesen sein. Die Südhänge des Rothenbühl waren noch im 19. und zu Beginn des 20. Jahrhunderts Weinberge.
In einem Lagerbuch des Augustiner-Chorherrenstifts Backnang von 1393 wird ein Lehen des Stifts mit dem Namen Rot Bühel erwähnt. Als Besitzer sind Lewe, Sure, Lurer aus Nellmersbach und Harer aus Leutenbach aufgeführt. Als Nachbesitzer der Vorgenannten werden Hinder Eigel und Heinrich Brüdner erwähnt. Um 1450 ist nur noch Peter Richter als Lehensnehmer genannt. In der Folgezeit wird die Siedlung nicht mehr erwähnt. Sie muss daher im 15. Jahrhundert abgegangen sein.